# Krzysztof Witkowski (piłkarz)
Krzysztof Witkowski (ur. 11 lutego 1962 w Lublinie) – polski piłkarz występujący na pozycji napastnika. Przez całą swoją karierę reprezentował barwy Motoru Lublin, dla którego rozegrał w ekstraklasie 82 spotkania i zdobył 4 bramki. W Motorze zadebiutował 25 marca 1978, w wieku 16 lat, w meczu przeciwko Olimpii Poznań. Jego syn, Kamil, także jest piłkarzem i występował między innymi Cracovii.